# Елдертон (Пенсилванија)
Елдертон (енгл. Elderton) град је у америчкој савезној држави Пенсилванија.

## Демографија
По попису из 2010. године број становника је 356, што је 2 (-0,6%) становника мање него 2000. године.
| Група             | 2000.       | 2010.       |
| Белци             | 356 (99,4%) | 337 (94,7%) |
| Афроамериканци    | 1 (0,3%)    | 0 (0,0%)    |
| Азијати           | 0 (0,0%)    | 0 (0,0%)    |
| Хиспаноамериканци | 0 (0,0%)    | 6 (1,7%)    |
| Укупно            | 358         | 356         |